# Vuelta a Andalucía 1995
La Vuelta a Andalucía 1995, quarantunesima edizione della corsa ciclistica, si svolse dal 13 al 17 febbraio 1995 su un percorso di 808 km ripartiti in 5 tappe. Fu vinta dall'italiano Stefano Della Santa della Mapei-GB-Latexco, che bissò il successo dell'anno precedente, davanti agli spagnoli Francisco Cabello e Mariano Rojas.

## Tappe
| Tappa  | Data        | Percorso                  | km    | Vincitore di tappa | Leader cl. generale |
| ------ | ----------- | ------------------------- | ----- | ------------------ | ------------------- |
| 1ª     | 13 febbraio | Siviglia > Siviglia       | 105.2 | Jeroen Blijlevens  | Jeroen Blijlevens   |
| 2ª     | 14 febbraio | Dos Hermanas > Fuengirola | 203.4 | Adriano Baffi      | Gian Matteo Fagnini |
| 3ª     | 15 febbraio | Malaga > Torrox           | 152   | Francisco Cabello  | Stefano Della Santa |
| 4ª     | 16 febbraio | Motril > Jaén             | 165.8 | Adriano Baffi      | Stefano Della Santa |
| 5ª     | 17 febbraio | Torredonjimeno > Granada  | 182   | Marc Wauters       | Stefano Della Santa |
| Totale | Totale      | Totale                    | 808   |                    |                     |

## Dettagli delle tappe

### 1ª tappa
- 13 febbraio: Siviglia > Siviglia – 105,2 km

| Pos. | Corridore           | Squadra       | Tempo    |
| ---- | ------------------- | ------------- | -------- |
| 1    | Jeroen Blijlevens   | TVM           | 2h22'45" |
| 2    | Gian Matteo Fagnini | Mercatone Uno | s.t.     |
| 3    | Wilfried Nelissen   | Lotto         | s.t.     |

| Pos. | Corridore         | Squadra | Tempo |
| ---- | ----------------- | ------- | ----- |
| 1    | Jeroen Blijlevens | TVM     |       |

### 2ª tappa
- 14 febbraio: Dos Hermanas > Fuengirola – 203,4 km

| Pos. | Corridore       | Squadra       | Tempo    |
| ---- | --------------- | ------------- | -------- |
| 1    | Adriano Baffi   | Mapei         | 5h00'49" |
| 2    | Nicola Minali   | Gewiss-Ballan | s.t.     |
| 3    | Michele Bartoli | Mercatone Uno | s.t.     |

| Pos. | Corridore           | Squadra       | Tempo |
| ---- | ------------------- | ------------- | ----- |
| 1    | Gian Matteo Fagnini | Mercatone Uno |       |

### 3ª tappa
- 15 febbraio: Malaga > Torrox – 152 km

| Pos. | Corridore           | Squadra | Tempo    |
| ---- | ------------------- | ------- | -------- |
| 1    | Francisco Cabello   | Kelme   | 3h54'00" |
| 2    | Stefano Della Santa | Mapei   | s.t.     |
| 3    | Adriano Baffi       | Mapei   | a 22"    |

| Pos. | Corridore           | Squadra | Tempo |
| ---- | ------------------- | ------- | ----- |
| 1    | Stefano Della Santa | Mapei   |       |

### 4ª tappa
- 16 febbraio: Motril > Jaén – 165,8 km

| Pos. | Corridore        | Squadra       | Tempo    |
| ---- | ---------------- | ------------- | -------- |
| 1    | Adriano Baffi    | Mapei         | 3h53'59" |
| 2    | Gabriele Colombo | Gewiss-Ballan | s.t.     |
| 3    | Asiat Saitov     | Artiach       | s.t.     |

| Pos. | Corridore           | Squadra | Tempo |
| ---- | ------------------- | ------- | ----- |
| 1    | Stefano Della Santa | Mapei   |       |

### 5ª tappa
- 17 febbraio: Torredonjimeno > Granada – 182 km

| Pos. | Corridore     | Squadra       | Tempo    |
| ---- | ------------- | ------------- | -------- |
| 1    | Marc Wauters  | Novell        | 4h24'13" |
| 2    | Mariano Rojas | ONCE          | s.t.     |
| 3    | Nicola Minali | Gewiss-Ballan | s.t.     |

| Pos. | Corridore           | Squadra | Tempo     |
| ---- | ------------------- | ------- | --------- |
| 1    | Stefano Della Santa | Mapei   | 19h35'51" |
| 2    | Francisco Cabello   | Kelme   | s.t.      |
| 3    | Mariano Rojas       | ONCE    | a 17"     |

## Classifiche finali

### Classifica generale
| Pos. | Corridore             | Squadra               | Tempo     |
| ---- | --------------------- | --------------------- | --------- |
| 1    | Stefano Della Santa   | Mapei-GB-Latexco      | 19h35'51" |
| 2    | Francisco Cabello     | Kelme                 | s.t.      |
| 3    | Mariano Rojas         | ONCE                  | a 17"     |
| 4    | Marc Wauters          | Novell                | s.t.      |
| 5    | Adriano Baffi         | Mapei-GB-Latexco      | a 22"     |
| 6    | Andrei Tchmil         | Lotto-Isoglass        | s.t.      |
| 7    | Erik Zabel            | Team Deutsche Telekom | s.t.      |
| 8    | José Luis Santamaría  | Artiach-Chiquilin     | s.t.      |
| 9    | Alexander Gontchenkov | Lampre-Panaria        | s.t.      |
| 10   | Ángel Edo             | Kelme                 | s.t.      |